# 楊英洋
楊英洋（英語：Yeung Ying Yeung，1980年—）是香港年青科學家。

## 生平
楊英洋就讀余振強紀念中學，2001年畢業於香港中文大學化學系，2005年於哈佛大學跟隨諾貝爾化學獎得主科里（Elias James Corey）進行研究，2006年發現石油副產品可製造出一種與流感葯特敏福一樣的合成化學物，可以取代八角，令抗流感病毒藥物得以大量生產。
傳統上，若要製作特敏福，先要從八角提煉莽草酸（shikimic acid），整個生產過程多達14個步驟，並需使用一種具爆炸性的化合物，故每次只能生產很少的分量。楊英洋的研究利用丁二烯及丙烯酸三氟乙酯（丙烯酸和三氟乙醇的酯化合物）成為起始化合物，並以11個生產步驟製成與特敏福一樣的有機合成化學物，可避開爆炸危機。 
新物料生產時亦只涉及11個步驟，產率30％，亦即100％原料中，30％可成為藥物有效成分，若以傳統方法提鍊莽草酸製藥，則涉及14 個步驟，產量為15%。　
有關研究2006年於《美國化學學會期刊》（Journal of American Chemical Society）發表，但楊英洋並無申請專利，並容許其他科學家及藥廠參考該合成物的結構及步驟來製藥。2006年，香港一盒10粒特敏福售價約180港元，被視為一種能治療禽流感的特效藥，令各國政府爭相搶購，但因產量所限，全球供應均出現短缺。科里預期該科研成可望令特敏福供應量大增，短期內降低售價。
楊英洋曾於新加坡國立大學任教，現已回到母校香港中文大學任教化學。

## 期刊
1. ↑  A Short Enantioselective Pathway for the Synthesis of the Anti-Influenza Neuramidase Inhibitor Oseltamivir from 1,3-Butadiene and Acrylic Acid Ying-Yeung Yeung, Sungwoo Hong, and E. J. Corey J. Am. Chem. Soc.; 2006; 128(19) pp 6310 - 6311; (Communication)
doi:10.1021/ja0616433

## 外部連結
- 楊英洋教授個人簡介 （页面存档备份，存于） 香港中文大學
- 中大博士畢業生新法解「特敏福」供應短缺難題 （页面存档备份，存于） 香港中文大學
- 美國化學學會期刊 （页面存档备份，存于）